# Im Namen des Königs
Im Namen des Königs ist ein 1923 entstandener deutscher Kostüm-Stummfilm von Erich Schönfelder mit Walter Rilla und Dagny Servaes in den Hauptrollen.

## Handlung
Frankreich, im 18. Jahrhundert. Der junge Ehrenmann Chevalier Lenoir wird zu Unrecht staatsgefährdender Umtriebe beschuldigt und soll dafür mit dem Leben bezahlen. Der Todesstrafe entgeht er nur deshalb, weil er flieht und in der Verkleidung eines Dieners namens Jean im Schloss der noblen Vicomtesse Aubignard untertaucht. Die gräfliche Hausherrin findet Gefallen an dem Flüchtigen und ist daher gern bereit, ihm den gesuchten Schutz zu gewähren. Doch Madame ist nicht die Einzige, deren Herz Lenoir zufliegt; auch die junge Nichte der Gräfin, Madeleine, sowie die Kammerzofe und die Küchenfee haben ein Auge auf den Chevalier geworfen. Bald kommt die königliche Polizeigewalt dem Flüchtigen auf die Spur und besetzt das Schloss der Gräfin. Es beginnt nunmehr ein munteres Versteck- sowie Katz-und-Maus-Spiel zwischen der Vicomtesse und dem Polizeipräfekten, der sich aber nicht leicht an der Nase herumführen lässt. Ehe der falsche Diener Jean auffliegen kann, erreicht das rettende Begnadigungsschreiben des Königs die Burg, und die neckische Verkleidungsscharade löst sich in Wohlgefallen auf.

## Produktionsnotizen
Im Namen des Königs passierte die Filmzensur am 20. Dezember 1923 und wurde im darauffolgenden Monat uraufgeführt. Der für die Jugend freigegebene Sechsakter besaß eine Länge von 1798 Metern.
Max W. Kimmich übernahm die Produktionsleitung, Fritz Lederer, dessen letzte filmische Tätigkeit dies war, gestaltete die Filmbauten und die Kostüme.
Gustav Knuths spätere Ehefrau, die damals 21-jährige Elisabeth Lennartz, gab hier mutmaßlich ihr Filmdebüt. Heinz Stieda trat hier zum letzten Mal vor eine Filmkamera.

## Kritik
In Wiens Kino-Journal hieß es: „Reizende Szenenbilder des Rokoko, in denen man unschwer das Schönbrunner Milieu erkennt[,] und das fein nuancierte Spiel von Dagny Servaes und ihrer durchaus ebenbürtigen Partner bereichern die Vorzüge dieser anmutigen Begebenheit.“